# جيمس ونايت
جيمس ونايت (بالإنجليزية: James Knight)‏ هو ممثل بريطاني (وحمل سابقاً جنسية المملكة المتحدة لبريطانيا العظمى وأيرلندا)، ولد في 4 مايو 1891، وتوفي في 1948.

## وصلات خارجية
- جيمس ونايت على موقع IMDb (الإنجليزية)
- جيمس ونايت على موقع قاعدة بيانات الفيلم (الإنجليزية)